# Arnay-sous-Vitteaux
Arnay-sous-Vitteaux é uma comuna francesa na região administrativa da Borgonha-Franco-Condado, no departamento de Côte-d'Or. Estende-se por uma área de 12,31 km². Em 2010 a comuna tinha 111 habitantes (densidade: 9 hab./km²).